# 강원특별자치도축산기술연구소
강원특별자치도축산기술연구소(江原道畜産技術硏究所)은 지방자치법 제114조에 따라 가축개량을 위한 시험연구와 첨단 축산기술 도입과 보급을 위해 설치된 강원특별자치도청 소속기관이다. 강원특별자치도 횡성군 둔내면 현궁로 101에 위치하고 있다.

## 같이 보기
- 강원특별자치도청